# رضا رضایی‌منش
 رضا رضایی‌منش  (زاده ۱۲ خرداد ۱۳۴۸ - تهران) بازیکن سابق فوتبال ایران است. او سابقه بازی در استقلال جنوب تهران، پاس تهران، بهمن کرج و بالستیر خالسا را دارد. 
وی سابقه ۱۴ بازی ملی نیز در کارنامه دارد. آخرین بازی ملی او بازی با شیلی در مسابقات جام چهارجانبه کارلزبرگ هنگ کنگ در دهم بهمن ۱۳۷۶ بود. 